# Рябець діаміна
Рябець діаміна (Melitaea diamina) — вид денних метеликів родини сонцевиків (Nymphalidae).

## Поширення
Вид поширений у Європі та помірній Азії від Північної Іспанії до Японії.

## Опис

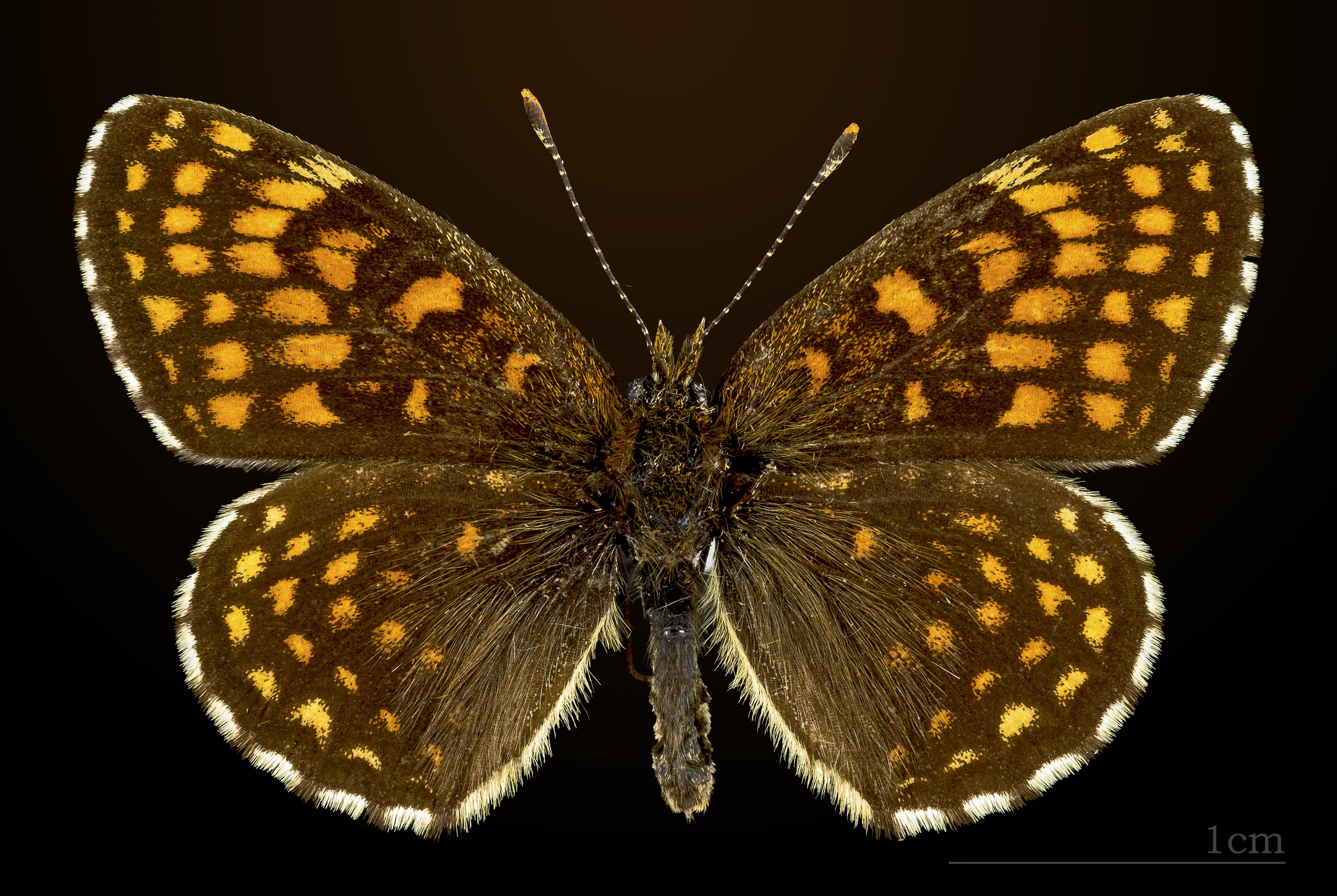
Самець, дорсальна сторона
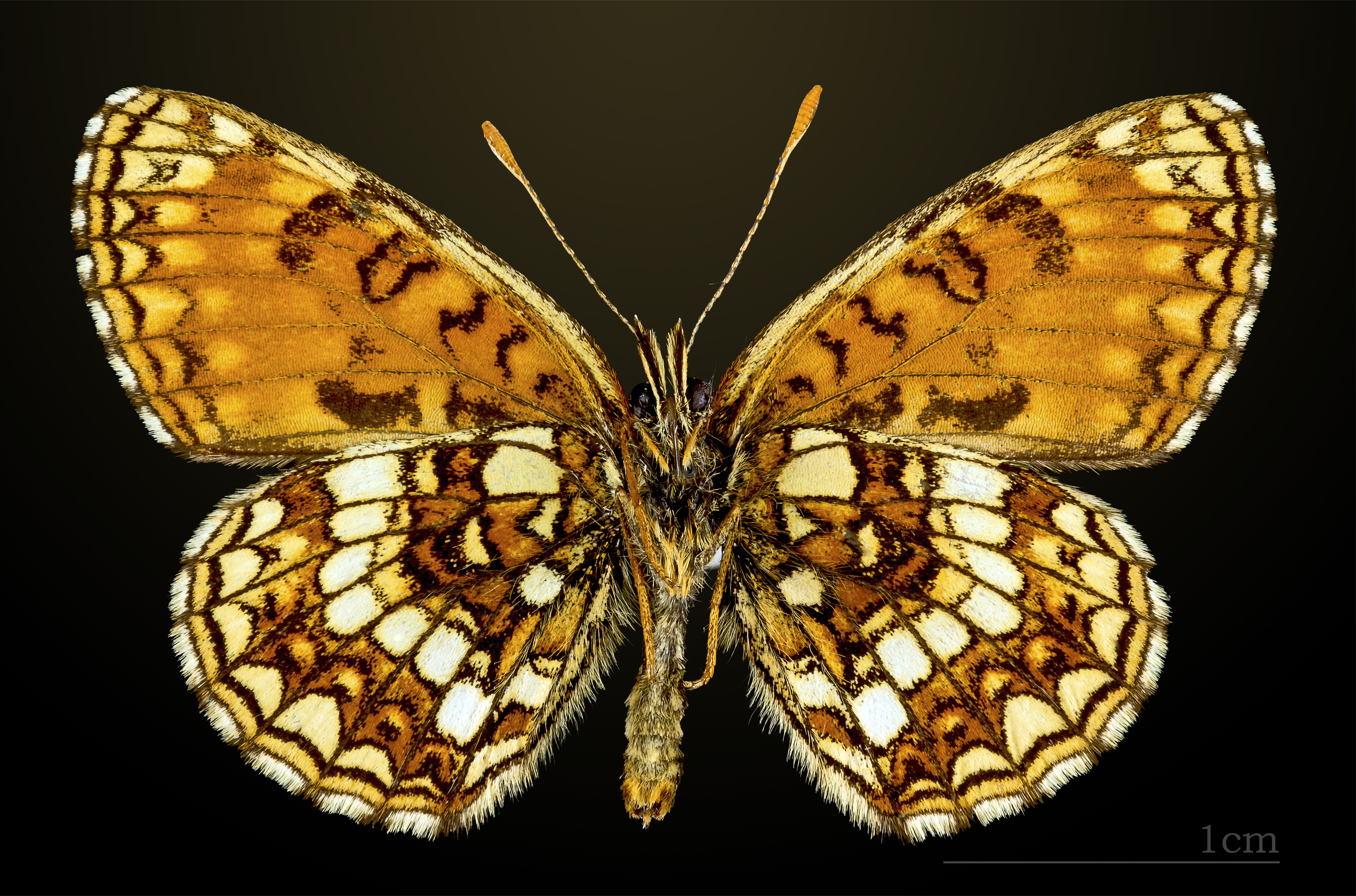
Самець, вентральна сторона
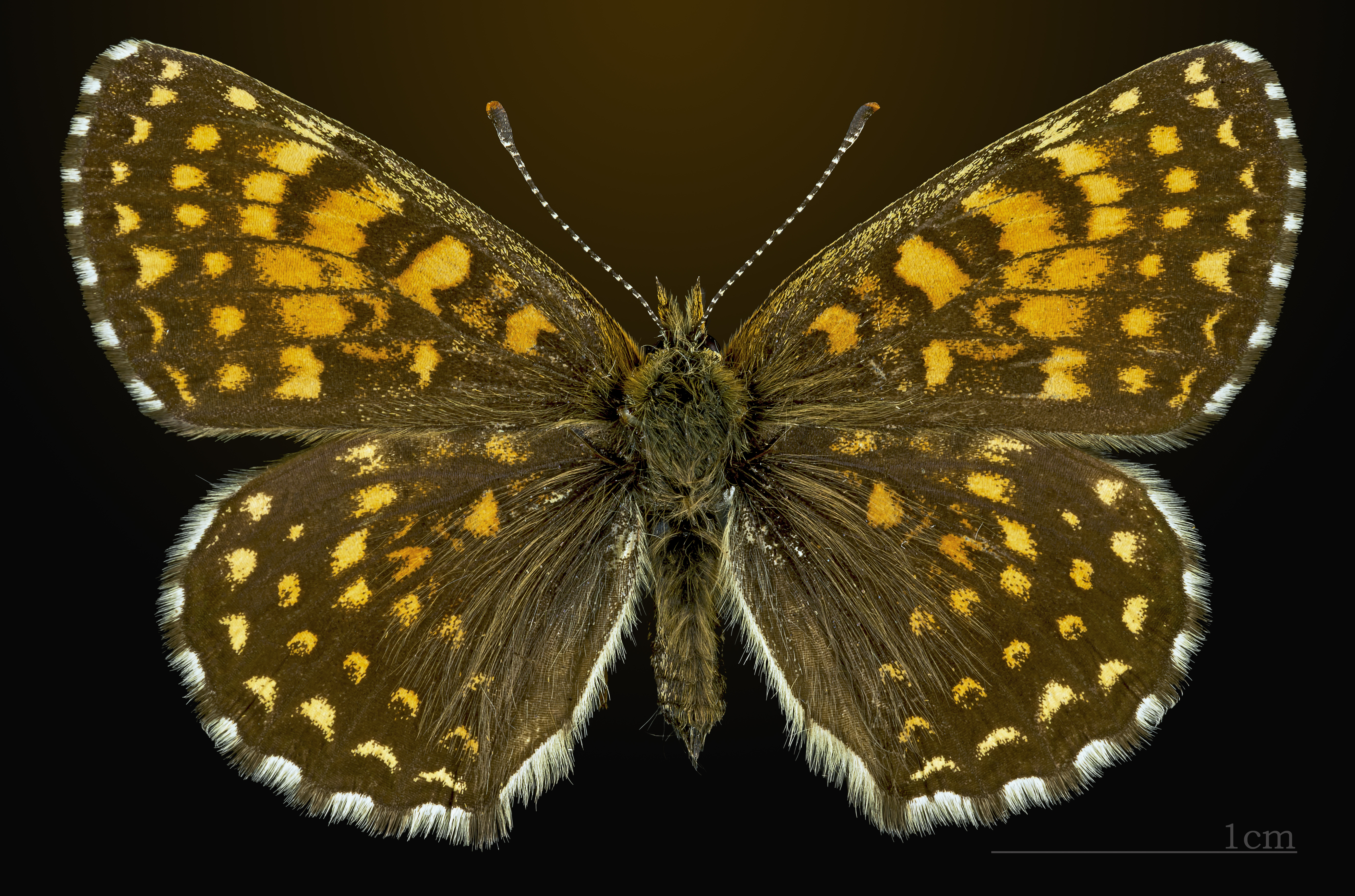
Самиця, дорсальна сторона
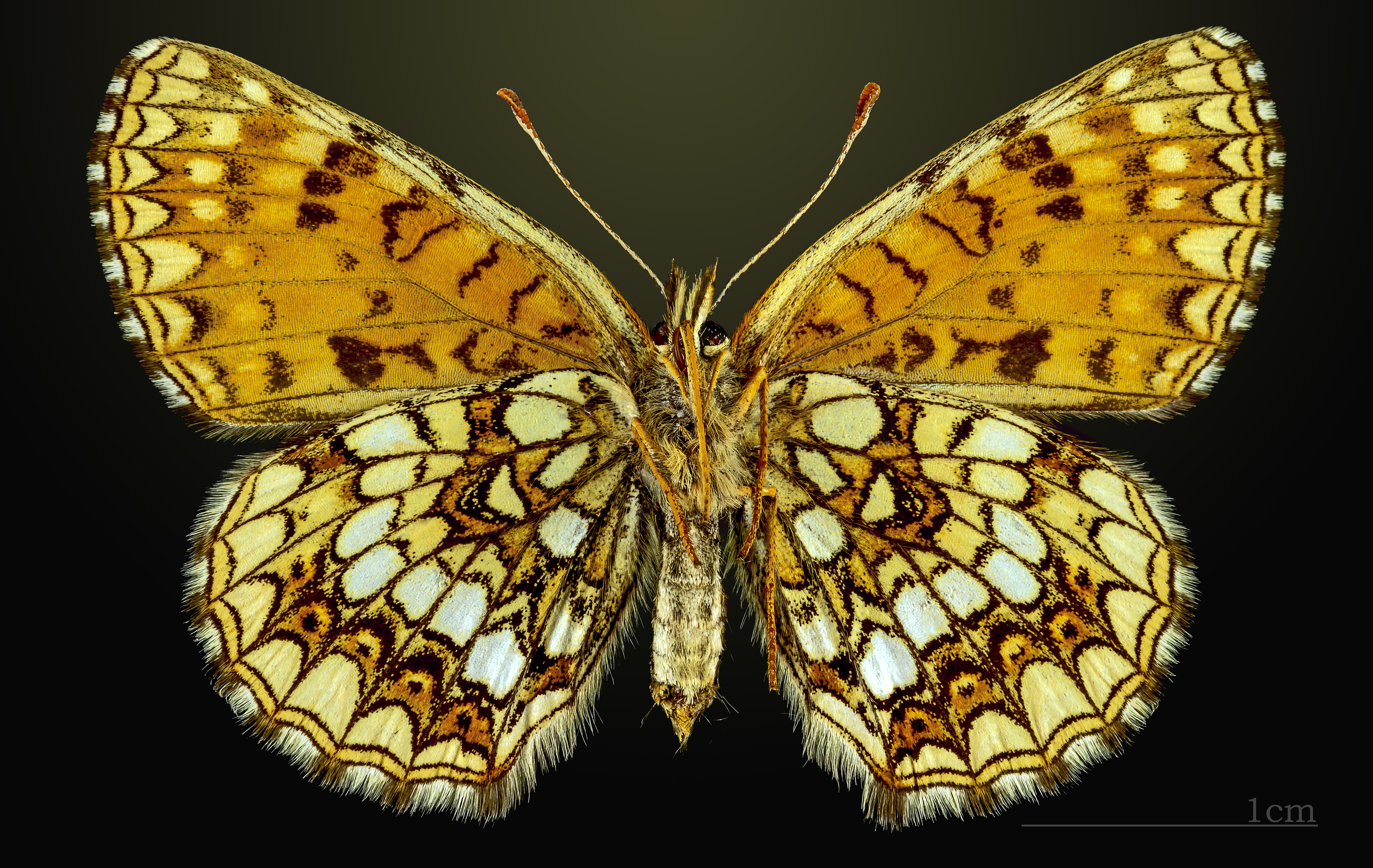
Самиця, вентральна сторона

## Спосіб життя
Метелики трапляються на трав'янистих, добре зволожених та прогрітих степових ділянках, луках, на узліссі та полянах змішаних лісів, гірських схилах. Їх можна спостерігати у червні та липні. Кормовими рослинами гусениць: вероніка, валеріана, перестріч, подорожник, патрінія, гірчак. Гусениці молодшого віку живуть групами у гніздах з павутини. Зимують гусениці старшого віку.